# Вепсовська височина
Ве́псовська височина — височина на північному сході Ленінградської області, на південь від Онезького озера Висота до 304 м. Зазвичай включається в склад Валдайської височини. Назва походить від назви народу вепсів.
У основі височини лежить валоподібне структурне підняття, породи кам'яновугільної системи перекриті льодовиковими і водольодовиковими відкладеннями. Горбисто-моренний і камовий рельєф, характерні карстові воронки; багато озер, в тому числі «періодично зникаючі», їх збереження є одним із завдань створеного в 1978 році Шімозерского державного гідрологічного природного заказника
Основні річки: Шокша, Оять, Капша, Паша, Тутока і Явосьма.